# Ераклеа
Ераклѐа (на италиански и на венециански: Eraclea; на латински: Heraclia, Хераклия) е град и община в Северна Италия, провинция Венеция, регион Венето. Разположен е на 2 m надморска височина. Населението на общината е 12 494 души (към 2014 г.).